# Рудольф, Сюзанна
Сюзанна Рудольф (нем. Susanne Rudolph; род.10 февраля 1981) — немецкая шорт-трекистка, 3-хкратная призёр чемпионата Европы, чемпионка Европы 2007 года. Участница Зимних Олимпийских игр 2002 и 2006 годов.

## Спортивная карьера
Сюзанна Рудольф родилась в городе Вупперталь, ФРГ и выросшая в Графинге под Мюнхеном. Она тренировалась на базе клуба «Eishockey-Club Klostersee Grafing» и начинала играть в хоккей с шайбой. Её первым тренером в юниорах была Рената Ульрих, работавшая с ней с 1998 года. Её первым тренером в сборной был Йерун Оттер, а после — Юрген Денхардт (нем. Jürgen Dennhardt). 
Впервые Рудольф выступила на соревнованиях международного уровня в 2001 году на чемпионате Европы в Турине, где заняла 28-е место в общем зачёте, а первую медаль выиграла на чемпионате Европы в Гренобле 2002 года. Её команда в женской эстафете с результатом 4:31.885 сек заняла 3-е место в забеге, уступив первенство соперницам из Болгарии (4:31.030 — 2-е место) и Италии (4:29.255 — 1-е место).
В феврале 2002 года она участвовала в зимних Олимпийских играх в Солт-Лейк-Сити, где заняла 17-е место на дистанции 500 м и 8-е место в эстафете. В марте на чемпионате мира в Монреале стала 29-й в личном многоборье. В 2005 году на зимней Универсиаде в Инсбруке она заняла лучшее 7-е место в беге на 500 м.
В январе 2006 года на чемпионате Европы в Крыннице-Здруй в эстафете заняла 5-е место. Зимние Олимпийские игры 2006 года в Турине стали последними в карьере Рудольф. Она принимала участие в забеге на 500 м и эстафете. Во втором забеге I-го раунда дистанции на 500 м с результатом 46.503 она финишировала третьей. В общем зачёте Сюзанна заняла 20-е место.
Через год на чемпионате Европы в Шеффилде вместе с командой впервые выиграла золотую медаль в эстафете и заняла 12-е место в общем зачёте. А следом заняла 2-е место в многоборье на чемпионате Германии. В 2008 году на очередном чемпионате Европы в Вентспилсе поднялась на 3-е место в эстафете. В феврале выиграла бронзу национального чемпионата в общем зачёте.
Последняя в её карьере медаль была получена в 2009 году во время чемпионата Европы в Турине. Немецкие шорт-трекистки в женской эстафете с результатом 4:24.411 сек заняли 2-е место, уступив первенство соперницам из Венгрии (4:22.769 — 1-е место), обогнав при этом команду из Нидерландов (4:28.943 — 3-е место). В личном зачёте многоборья Рудольф заняла 21-е место.
В феврале 2009 года она заняла 2-е место на открытом чемпионате Германии, а в январе 2010 года на своём последнем чемпионата Европы в Дрездене в беге на 500 м заняла 4-е место и в общем зачёте многоборья заняла 10-е место. В марте на командном чемпионате мира в Бормио заняла с товарищами 7-е место и следом на зимних Всемирных военных играх в Курмайоре заняла 7-е место в беге на 500 м и 8-е на 1500 м. 
Одной из причин прекращения спортивной карьеры Рудольф назвала трудность совмещения тренировок и учёбы на архитектурном отделении университета. Позже, после смены тренера шорт-трекистов сборной Германии Гельмута Крауса (нем. Helmut Kraus) на канадца Эрика Бедара Сюзанна временно прекратила учёбу и присоединилась к команде для подготовки к зимним Олимпийским играм 2010 года. Однако, её поездка на игры в Ванкувер была отменена после того, как Президиум Германской олимпийской спортивной конфедерации (DOSB) принял решение отправить другую спортсменку.

## Личная жизнь
Студентка архитектуры на тот момент работала младшим тренером юниоров в своем домашнем клубе "EHC Klostersee Grafing" Сюзанна Рудольф по профессии — архитектор, закончила университет в 2011 году. Она увлекается прогулками, путешествиями и музыкой.